# دون جوزيف
دون جوزيف (بالإنجليزية: Don Joseph)‏ هو عازف جاز أمريكي، ولد في 13 أبريل 1923 في جزيرة ستاتن في الولايات المتحدة، وتوفي بنفس المكان في 12 مارس 1994.

## وصلات خارجية
- دون جوزيف على موقع ميوزك برينز (الإنجليزية)
- دون جوزيف على موقع ديسكوغز (الإنجليزية)